# Elezioni generali in Costa Rica del 2014
Le elezioni generali in Costa Rica del 2014 si tennero il 2 febbraio (primo turno) e il 6 aprile (secondo turno) per l'elezione del Presidente e il rinnovo dell'Assemblea legislativa.

## Risultati

### Elezioni presidenziali
| Candidati                          | Partiti                                | I turno   | I turno | II turno  | II turno |
| Candidati                          | Partiti                                | Voti      | %       | Voti      | %        |
| ---------------------------------- | -------------------------------------- | --------- | ------- | --------- | -------- |
| Luis Guillermo Solís               | Partito Azione Cittadina               | 629 866   | 30,64   | 1 338 321 | 77,77    |
| Johnny Araya Monge                 | Partito Liberazione Nazionale          | 610 634   | 29,71   | 382 600   | 22,23    |
| José María Villalta Florez-Estrada | Fronte Ampio                           | 354 479   | 17,25   |           |          |
| Otto Guevara                       | Movimento Libertario                   | 233 064   | 11,34   |           |          |
| Rodolfo Piza                       | Partito Unità Sociale Cristiana        | 123 653   | 6,02    |           |          |
| José Miguel Corrales Bolaños       | Partito Patria Nuova                   | 30 816    | 1,50    |           |          |
| Carlos Avendaño                    | Partito Restaurazione Nazionale        | 27 691    | 1,35    |           |          |
| Justo Orozco                       | Partito Rinnovamento Costaricano       | 16 721    | 0,81    |           |          |
| Óscar López                        | Partito Accessibilità senza Esclusione | 10 339    | 0,50    |           |          |
| Sergio Mena                        | Partito Nuova Generazione              | 5 882     | 0,29    |           |          |
| Héctor Monestel                    | Partito dei Lavoratori                 | 4 897     | 0,24    |           |          |
| José Echandi                       | Partito Avanzata Nazionale             | 4 388     | 0,21    |           |          |
| Walter Muñoz                       | Partito Integrazione Nazionale         | 3 042     | 0,15    |           |          |
| Totale                             | Totale                                 | 2 055 472 | 100     | 1 720 921 | 100      |

### Elezioni parlamentari
| Liste                                         | Voti      | %     | Seggi |
| --------------------------------------------- | --------- | ----- | ----- |
| Partito Liberazione Nazionale                 | 526 531   | 25,71 | 18    |
| Partito Azione Cittadina                      | 480 969   | 23,48 | 13    |
| Fronte Ampio                                  | 269 178   | 13,14 | 9     |
| Partito Unità Sociale Cristiana               | 205 247   | 10,02 | 8     |
| Movimento Libertario                          | 162 559   | 7,94  | 4     |
| Partito Restaurazione Nazionale               | 84 265    | 4,11  | 1     |
| Partito Rinnovamento Costaricano              | 83 083    | 4,06  | 2     |
| Partito Accessibilità senza Esclusione        | 81 291    | 3,97  | 1     |
| Partito Patria Nuova                          | 42 234    | 2,06  | –     |
| Partito Nuova Generazione                     | 25 060    | 1,22  | –     |
| Alleanza Democratica Cristiana                | 23 886    | 1,17  | 1     |
| Partito Avanzata Nazionale                    | 19 895    | 0,97  | –     |
| Partito dei Lavoratori                        | 12 998    | 0,63  | –     |
| Partito Integrazione Nazionale                | 11 307    | 0,55  | –     |
| Partito dei Trasportatori                     | 5 639     | 0,28  | –     |
| Alleanza Patriottica                          | 4 853     | 0,24  | –     |
| Viva Puntarenas                               | 4 417     | 0,22  | –     |
| Partito Ecologista Verde                      | 2 148     | 0,10  | –     |
| Patria, Uguaglianza e Democrazia (Puntarenas) | 1 376     | 0,07  | –     |
| Patria, Uguaglianza e Democrazia              | 1 088     | 0,05  | –     |
| Nuovo Partito Socialista                      | 277       | 0,01  | –     |
| Totale                                        | 2 048 301 | 100   | 57    |

## Contrassegni elettorali
| Partito Liberazione Nazionale    | Partito Azione Cittadina               | Fronte Ampio                    |
| Partito Unità Sociale Cristiana  | Movimento Libertario                   | Partito Restaurazione Nazionale |
| Partito Rinnovamento Costaricano | Partito Accessibilità senza Esclusione | Partito Patria Nuova            |
| Partito Nuova Generazione        | Alleanza Democratica Cristiana         | Partito Avanzata Nazionale      |
| Partito dei Lavoratori           | Partito Integrazione Nazionale         | Partito dei Trasportatori       |
| Alleanza Patriottica             | Viva Puntarenas                        | Partito Ecologista Verde        |
| Patria, Uguaglianza e Democrazia | Nuovo Partito Socialista               |                                 |